# ديني موريسون
ديني موريسون (بالإنجليزية: Denny Morrison)‏ (و. 1985  م) هو متزلج سريع كندي، شارك في الألعاب الأولمبية الشتوية 2006، والتزلج السريع في الألعاب الأولمبية الشتوية 2014 - رجال 1500 متر ‏، وتزلج سريع في الألعاب الأولمبية الشتوية 2006 – سباق المطاردة لفرق الرجال" ‏، والتزلج السريع في الألعاب الأولمبية الشتوية 2014 - رجال 1000 متر ‏، والألعاب الأولمبية الشتوية 2010، والألعاب الأولمبية الشتوية 2014، والتزلج السريع في الألعاب الأولمبية الشتوية 2010 - مطاردة الفرق رجال ‏.
.

## روابط خارجية
- ديني موريسون على موقع SpeedSkatingBase.eu (الإنجليزية)
- ديني موريسون على موقع SpeedSkatingNews.info (الإنجليزية)
- ديني موريسون على موقع SpeedSkatingStats.com (الإنجليزية)
- ديني موريسون على موقع اللجنة الأولمبية الدولية (الإنجليزية)
- ديني موريسون على موقع أوليمبيديا (الإنجليزية)
- ديني موريسون على موقع اللجنة الأولمبية الكندية (الإنجليزية)
- ديني موريسون على موقع قاعة كولومبيا البريطانية للمشاهير الرياضية (الإنجليزية)